# بروس رمزی
بروس رمزی (به انگلیسی: Bruce Ramsay) (زاده ۳۱ دسامبر ۱۹۶۶) بازیگر کانادایی است.

## فیلم‌شناسی
از فیلم‌های معروف او می‌توان به بازی در فیلم عمارت‌های آجری، چاقوی ضامن دار، عصر جدید، دلمه‌شده و مرا بزن اشاره کرد.